# Fillmore (Californië)
Fillmore is een plaats (city) in de Amerikaanse staat Californië, en valt bestuurlijk gezien onder Ventura County.

## Demografie
Bij de volkstelling in 2000 werd het aantal inwoners vastgesteld op 13.643.
In 2006 is het aantal inwoners door het United States Census Bureau geschat op 15.027, een stijging van 1384 (10,1%).

## Geografie
Volgens het United States Census Bureau beslaat de plaats een oppervlakte van
7,2 km², geheel bestaande uit land. Fillmore ligt op ongeveer 142 m boven zeeniveau.

## Plaatsen in de nabije omgeving
De onderstaande figuur toont nabijgelegen plaatsen in een straal van 24 km rond Fillmore.